# Xã Blue Springs-Wymore, Quận Gage, Nebraska
Xã Blue Springs-Wymore (tiếng Anh: Blue Springs-Wymore Township) là một xã thuộc quận Gage, tiểu bang Nebraska, Hoa Kỳ. Năm 2010, dân số của xã này là 1.929 người.